# Römerbrunnen (Bad Vilbel)

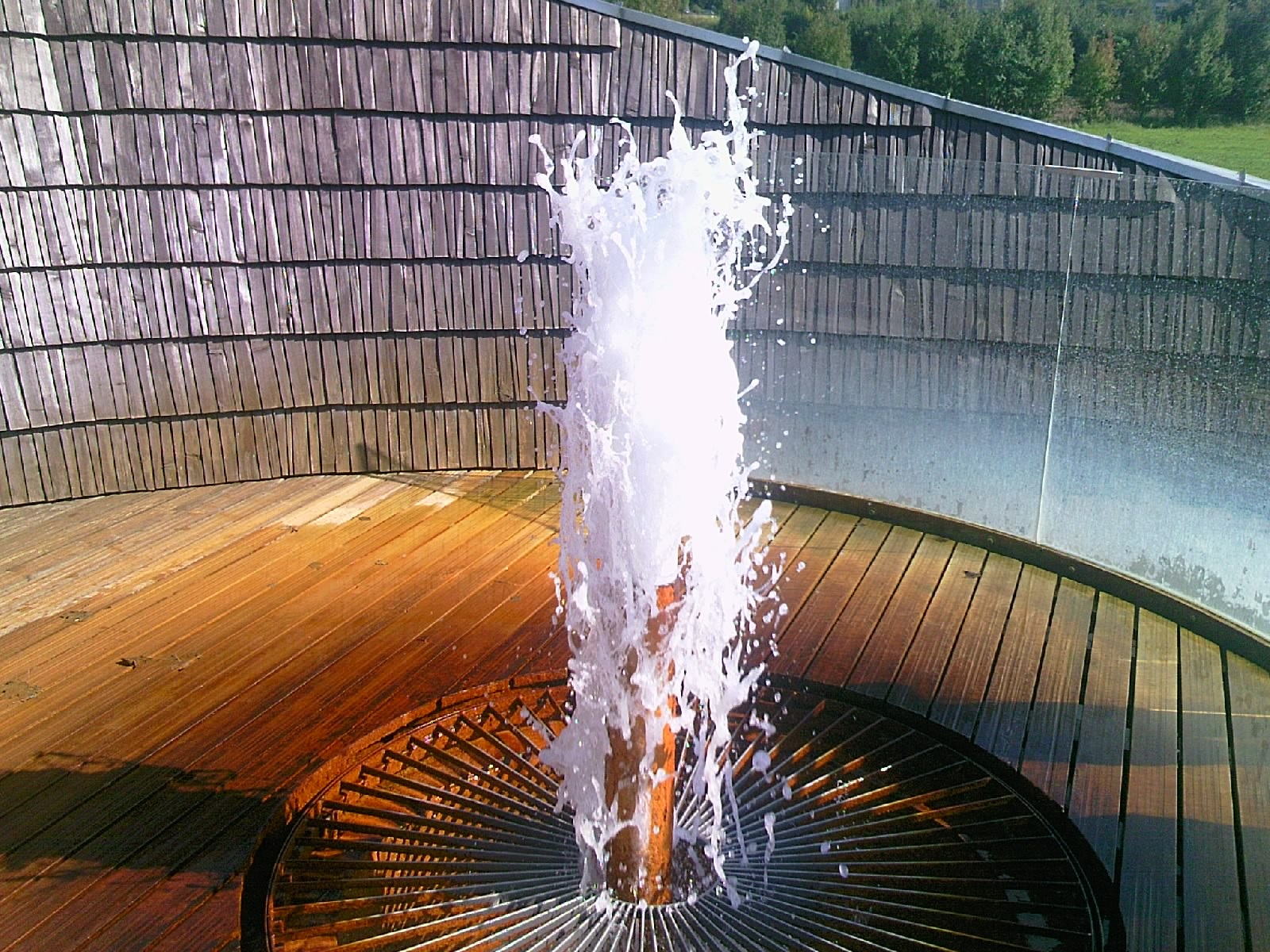
Der 2007 renovierte Römerbrunnen

Der Römerbrunnen liegt in Bad Vilbel, Hessen, und wurde in den Jahren 1929–1930 von den Vilbeler Kohlensäurewerken erbohrt. Der Brunnen erhielt nach dem Landgrafen Friedrich Karl von Hessen zunächst den Namen „Friedrich-Karl-Sprudel“. Die gesamte Quellanlage, die sich heute im Eigentum von Hassia Mineralquellen befindet, wurde 2007 von Grund auf renoviert. Im Jahr 2012 folgte eine Sanierung.
Eine Bohrung erschloss in 287 Meter Tiefe ein Heilwasser, das aufgrund seines hohen Kohlensäuregehaltes eigenständig zu Tage sprudelt. Neben dem Fahrradweg befindet sich, im Turmgebäude, der Kohlensäureabscheider. Mit einer Gesamtmineralisation von fast 5.000 mg/l zählt der Bad Vilbeler Römerbrunnen zu den mineralhaltigsten Quellen in ganz Deutschland und ist mit einer jährlichen Schüttung von 220.000 m³ das ergiebigste Bad Vilbeler Quellvorkommen.
Im Jahr 1955 wurde das Vorkommen als „gemeinnützige Quelle“ staatlich anerkannt und in der Folgezeit bei Badekuren im Bad Vilbeler Kurhaus angewendet. Heute trägt die Quelle den Namen „Römerbrunnen“ und ist ebenfalls unter diesem Namen als Heilwasserabfüllung in Flaschen erhältlich.